# 1982年の自転車競技
1982年の自転車競技（1982ねんのじてんしゃきょうぎ）では1982年の自転車競技についてまとめる。

## 主なできごと
- イギリス、レスターで開催された世界選手権・プロスクラッチ決勝は大激戦となり、1本目は中野浩一、ゴードン・シングルトン共にゴール直前で転倒したためノーカウント。再戦1本目はシングルトンが取って迎えた2本目において、シングルトンがゴール直前転倒し、これで1-1のタイとなったが、この際、シングルトンが右ひじを骨折し、以降のレース続行が不可能となったため、シングルトンの3本目棄権という形をもって、中野の同大会同種目6連覇が決まった。
- ベルナール・イノーが1974年のエディ・メルクス以来となる、ジロ・デ・イタリア、ツール・ド・フランスの同一年度制覇を達成。また、イノーは史上3人目となるツール・ド・フランス4度目の総合優勝を果たした。
- ブエルタ・ア・エスパーニャで総合1位で全成績を終えたアンヘロ・アロヨに、全日程終了2日後、メチルフェニデートの陽性反応が出たため、アロヨを失格とし、同2位だったマリノ・レハレタが繰り上がって総合優勝を果たした。
- 特別競輪6回優勝の実績を誇る福島正幸が、競輪祭4日目のレースを終えた後、師匠である鈴木保巳とともに緊急記者会見の場を設け、当日限りで現役を引退すると表明（11月21日）。
- 世界選手権・プロケイリンで、北村徹が3位に入った。
- 国際競輪が開始される。

## 主な成績

### ロードレース
- ブエルタ・ア・エスパーニャ：4月20日〜5月9日
  - 総合優勝：マリノ・レハレタ（ スペイン、テカ） 95時間47分23秒
  - ポイント賞：シュテファン・ムッター（ スイス）
  - 山岳賞：ホセ・ルイス・ラギア（ スペイン）
- ジロ・デ・イタリア：5月13日〜6月6日
  - 総合優勝：ベルナール・イノー（ フランス、ルノー・ジタヌ） 110時間7分55秒
  - ポイント賞：フランチェスコ・モゼール（ イタリア）
  - 山岳賞：ルシアン・ファン・インプ（ ベルギー）
- ツール・ド・フランス：7月2日〜7月25日
  - 総合優勝：ベルナール・イノー（ フランス、ルノー・ジタヌ） 92時間8分46秒
  - ポイント賞：ショーン・ケリー（ アイルランド）
  - 山岳賞：ベルナール・ヴァレ（ フランス）
- 世界選手権・プロロードレース：9月5日、 イギリス・グッドウッド
  - 優勝：ジュゼッペ・サロンニ（ イタリア） 6時間42分22秒
- ミラノ〜サンレモ：4月14日
  - 優勝：マルク・ゴメス（ フランス）
- ロンド・ファン・フラーンデレン：4月4日
  - 優勝：ルネ・マルテンス（ ベルギー）
- パリ〜ルーベ：4月18日
  - 優勝：ヤン・ラース（ オランダ）
- リエージュ〜バストーニュ〜リエージュ：4月11日
  - 優勝：シルヴァーノ・コンティーニ（ イタリア）
- ジロ・ディ・ロンバルディア：10月16日
  - 優勝：ジュゼッペ・サロンニ（ イタリア）
- スーパープレスティージュ
  - 優勝：ベルナール・イノー（ フランス）

### トラックレース

#### 競輪
- 日本選手権競輪：決勝日・3月23日 大垣競輪場
  - 優勝：中里光典（兵庫）
- 高松宮杯競輪：決勝日・6月8日 びわこ競輪場
  - 優勝：伊藤豊明（愛媛）
- オールスター競輪：決勝日・9月28日 高松競輪場
  - 優勝：松村信定（高知）
- 競輪祭：競輪王戦決勝日・11月23日、新人王戦決勝日・11月21日 小倉競輪場
  - 全日本競輪王戦優勝：井上茂徳（佐賀）
  - 全日本新人王戦優勝：峰重龍一（岡山）
- 賞金王：井上茂徳（佐賀） - 108,267,311円

### シクロクロス
- 世界選手権自転車競技大会： フランス・ラナルヴィリ
  - プロ優勝：ローラン・リボトン（ ベルギー）